# Polyura samatha
Polyura samatha är en fjärilsart som beskrevs av Moore 1878. Polyura samatha ingår i släktet Polyura och familjen praktfjärilar. Inga underarter finns listade i Catalogue of Life.